# Гостінарі (комуна)
Гостінарі (рум. Gostinari) — комуна у повіті Джурджу в Румунії. До складу комуни входять такі села (дані про населення за 2002 рік):
- Гостінарі (2038 осіб)
- Міронешть (737 осіб)

Комуна розташована на відстані 29 км на південь від Бухареста, 37 км на північний схід від Джурджу.

## Населення
За даними перепису населення 2002 року у комуні проживали 2775 осіб.
Національний склад населення комуни:
| Національність   | Кількість осіб | Відсоток |
| ---------------- | -------------- | -------- |
| румуни           | 2362           | 85,1%    |
| цигани           | 408            | 14,7%    |
| поляки           | 3              | 0,1%     |
| німці            | 1              | < 0,1%   |
| росіяни-липовани | 1              | < 0,1%   |

Рідною мовою назвали:
| Мова      | Кількість осіб | Відсоток |
| --------- | -------------- | -------- |
| румунська | 2773           | 99,9%    |
| німецька  | 1              | < 0,1%   |
| російська | 1              | < 0,1%   |

Склад населення комуни за віросповіданням:
| Релігія        | Кількість осіб | Відсоток |
| -------------- | -------------- | -------- |
| православні    | 2767           | 99,7%    |
| бретрени       | 4              | 0,1%     |
| реформати      | 1              | < 0,1%   |
| греко-католики | 1              | < 0,1%   |
| баптисти       | 1              | < 0,1%   |
| адвентисти     | 1              | < 0,1%   |